# Robert Emmet Smith
Robert Emmet Smith (* 21. August 1914 in Kalifornien; † 2. August 1988 in Orange County, Kalifornien) war ein US-amerikanischer Szenenbildner und Artdirector.

## Leben
Smith begann seine Karriere im Filmstab 1956 als Artdirector beim B-Movie-Horrorfilm Das Ungeheuer ist unter uns von John Sherwood. Bis Ende der 1950er Jahre wirkte er an einer Reihe weiterer Spielfilme als Artdirector, dann wechselte er für einige Jahre zum Fernsehen. Dort wirkte er unter anderem an den Fernsehserien Westlich von Santa Fé, Kein Fall für FBI und Ein Fall für Michael Shayne. Ab 1965 wirkte er auch als Szenenbildner beim Film. 1966 war er für Bryan Forbes’ Kriegsfilm Sie nannten ihn King zusammen mit Frank A. Tuttle für den Oscar in der Kategorie bestes Szenenbild nominiert, die Auszeichnung ging in diesem Jahr jedoch an die Literaturverfilmung Das Narrenschiff. Smith wirkte häufig an Westernproduktionen, darunter Bis zur letzten Patrone, Postkutsche nach Thunder Rock, Man nannte ihn Hombre und Rio Lobo.
1968 drehte Smith den Dokumentarkurzfilm Andy Makes a Movie, wobei er in Personalunion die Regie und Kamera führte. Der Film wurde von Andy Warhol Films produziert; neben Warhol wirkten Susan Hoffman, Paul Morrissey und Joe Dallesandro an dem Schwarzweißfilm mit.

## Filmografie (Auswahl)
- 1957: Das Geheimnis des steinernen Monsters (The Monolith Monsters)
- 1958: Bis zur letzten Patrone (The Saga of Hemp Brown)
- 1959: Unternehmen Petticoat (Operation Petticoat)
- 1962: Einsam sind die Tapferen (Lonely Are the Brave)
- 1964: Postkutsche nach Thunder Rock (Stage to Thunder Rock)
- 1965: Sie nannten ihn King (King Rat)
- 1967: Man nannte ihn Hombre (Hombre)
- 1970: Rio Lobo

## Auszeichnungen (Auswahl)
- 1966: Oscar-Nominierung in der Kategorie bestes Szenenbild für Sie nannten ihn King